# Hocine Ragued
Hocine Ragued (11 de fevereiro de 1983) é um futebolista profissional franco-tunisiano que atua como volante.

## Carreira
Hocine Ragued representou a Seleção Tunisiana de Futebol nas Olimpíadas de 2004.